# چارودا
چارودا (به مجاری:  Csaroda) یک منطقهٔ مسکونی در مجارستان است که در ناحیه واشاروش‌نامنی واقع شده‌است. چارودا ۲۴٫۶۸ کیلومتر مربع مساحت و ۶۵۴ نفر جمعیت دارد.